# Villa Progreso I

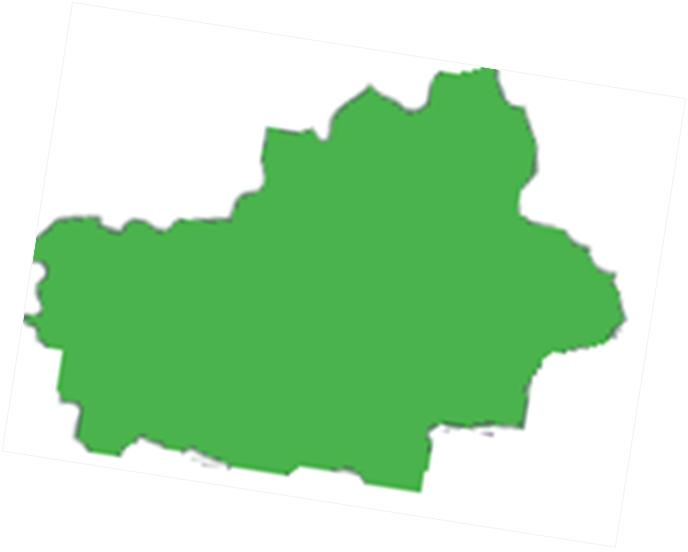
Mapa del sector Villa Progreso I

## Origen
El barrio Villa Progreso Ι tiene su origen a principios del año 1972, ya que antes del desarrollo de éste, sólo existía una gran extensión de terrenos abarrotados por matorrales, maleza y árboles. A principio del año 1973 comenzaron las ventas de solares, para lo que en el 1974 había un aproximado de 5 casas, las cuales estaban construidas de madera y zinc, los primeros pobladores en habitar fueron la Señora Cleotilde Barrera y Guillermina Colon las cuales, lucharon con las necesidades de una series de servicios y obras básicas para el desarrollo de la comunidad. Este barrio desde sus inicios fue conocido y destacado por el nombre de Barrio 31/2 la razón de ser llamado de esta manera, es el kilómetro 1 que estaba establecido en la Bomba Sáleme y que terminaba con 31/2 en la calle René del Risco Bermúdez una de su calle principal.

## Ubicación geográfica
Este sector está ubicado geográficamente en la parte alta de San Pedro de Macorís, República Dominicana, al norte limita con la Urbanización Naime, al sur con el Barrio Juan Pablo Duarte, al este con el Barrio Lindo y al oeste con la carretera Mella.

## Población
A través del censo realizado en el año 2002 esta comunidad cuenta con 6800 Hombres y 8763 Mujeres y niños lo que data de un total de 14 881 habitantes para ese entonces. Hoy día en la actualidad, existe una cantidad mayor debido al acelerado desarrollo del lugar.

## Recursos naturales
En los recursos naturales predominan diferentes tipos de fauna y flora como es el caso de los lagartos, las mariposas, las hormigas y los perros de diferentes razas, entre la flora se suele desarrollar más las guayabas, los jobos indios, los jobos ciruelas, las cerezas y mangos. Estas grandes variedades de flora y fauna le dan un entorno sano y más hermoso a la comunidad.

## Economía
La economía de este barrio es muy variada, a través de los tiempos han desarrollado diferentes tipos de ingresos como son las bancas, compraventas, purificadoras de agua, pescadería, los moto-conchos, las rutas de guaguas, fritureros, vendedores ambulantes y salones de belleza. Desde el principio de su creación el sector Villa Progreso Ι ha proyectado, su deseo de desarrollo y producción de una manera equilibrada y equitativa para el bienestar y servicio de sus habitantes.

## Educación

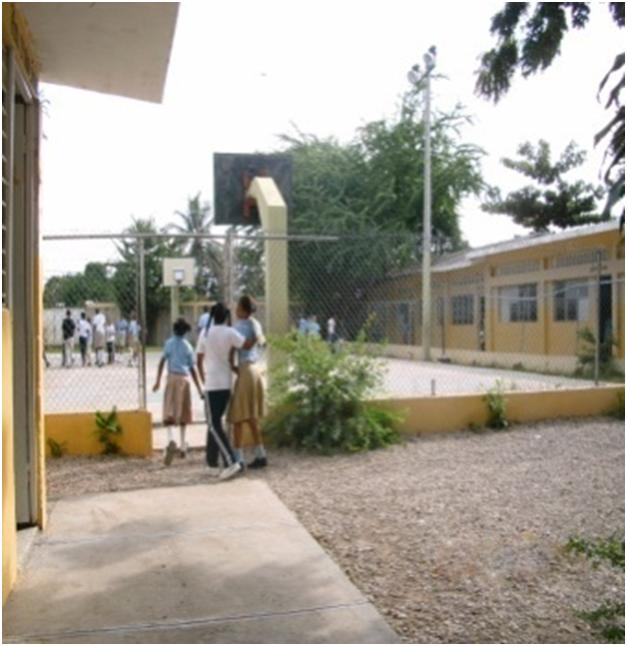
Escuela Villa Progreso

La educación es una base predominante y primordial en el desarrollo de una persona, barrio o ciudad, por esta razón, el sector cuenta con diferentes colegios privados y La Escuela Villa Progreso, la cual fue fundada y construida en el año 1972, los terrenos fueron donados por el Sindico de entonces el señor Tomas Biné en representación del ayuntamiento municipal de esa fecha, está ubicada en el centro de la comunidad y posee unos 995 metros cuadrados y una cancha para las actividades deportivas y varias áreas de multiusos.

## Salud
La salud es el principal medio fundamental en el que se basa y enfoca una comunidad, todo ser humano busca cubrir sus necesidades esenciales y primordiales como es en este caso. La comunidad no cuenta con un hospital propio o un centro de atención primaria ni policlínica, pero sus moradores tienen la facilidad de trasladarse al Hospital Regional Dr. Antonio Musa por su cercanía.

## Transporte

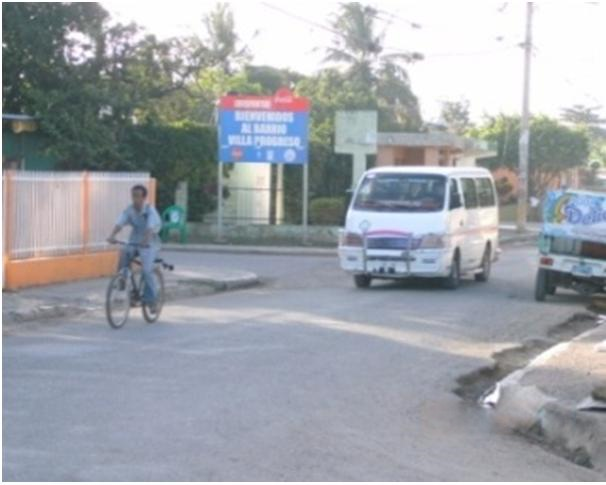
Transporte público

El transporte del barrio Villa Progreso Ι es muy fluido debido a que los habitantes d este , utilizan los populares moto-concho y unas rutas de guaguas de la C, la cual transita en una de sus calles principales René del Risco Bermúdez.

## Deporte
Unos de los grandes enfoques en nuestro país es el deporte, por medio de este, nuestro país ha sido muy bien representado y como toda comunidad, es esencial el desarrollo del mismo, sobre la base de diferentes deportes los jóvenes y niños desarrollan habilidades y de esa manera crecen con mejor formación y metas, este es destacado por su desarrollo en el basketball y baseball. Cada año se celebran diferentes torneos los cuales se realizan en las canchas de la Escuela Villa Progreso.

## Actividades culturales
En sus actividades culturales tenemos las fiestas de palos, la cual se celebran el 3 de mayo de cada año y algunas otras actividades celebradas en la Escuela de Villa Progreso, esta es la única actividad cultural, debido a la carencia de ideas relativas a la cultura de la gran parte de sus moradores.

## Música Popular
La música que más predomina es la bachata, el merengue y la urbana (Reguetón y Denbow).